# Wildpark Pforzheim
Koordinaten: 48° 52′ 28,5″ N, 8° 42′ 55,1″ O
Der Wildpark Pforzheim wurde 1968 gegründet. Im Wildpark Pforzheim leben auf einer Fläche von 16,5 Hektar mehr als 400 Säugetiere, Fische und Vögel in 70 Arten. Für Kinder gibt es zahlreiche Angebote (Waldklettergarten, Streichelzoo, Kinderbauernhof, zwei Spielplätze). In der Naturbildungsstätte, dem Ewald-Steinle-Haus, das sich auf dem Gelände des Wildparks befindet, finden regelmäßig Ausstellungen und Workshops statt. Die Naturbildungsstätte wurde 1997 vom Förderverein Wildpark Pforzheim e. V. beziehungsweise vom vorangegangenen Förderkreis unter dessen damaligem Vorsitzenden Ewald-Steinle gestiftet.
Weitere Angebote im Wildpark Pforzheim sind ein Baumlehrpfad, Schaufütterungen von Luchsen und von Fischottern, verschiedene Quiz-Angebote für Kinder sowie Junior-Ranger-Ausbildungen in den Sommerferien. Für Schulklassen sowie für Kindergeburtstage werden Führungen angeboten. Leiter des Wildparks ist seit 2003 Förster Carsten Schwarz.
Zum Wildpark gehört auch das Wildgehege Büchenbronn, das 1972 angelegt wurde. Es befindet sich oberhalb des Hermannsees. In den Gehegen leben Schwarz- und Damwild sowie Mufflons (Wildschafe).
2015 ermittelte das Online-Portal Tripadvisor den Pforzheimer Wildpark als fünftbeliebteste zoologische Einrichtung Deutschlands, der auch als das „Top-Freizeitangebot“ Pforzheims gilt.

## Informationen für Besucher

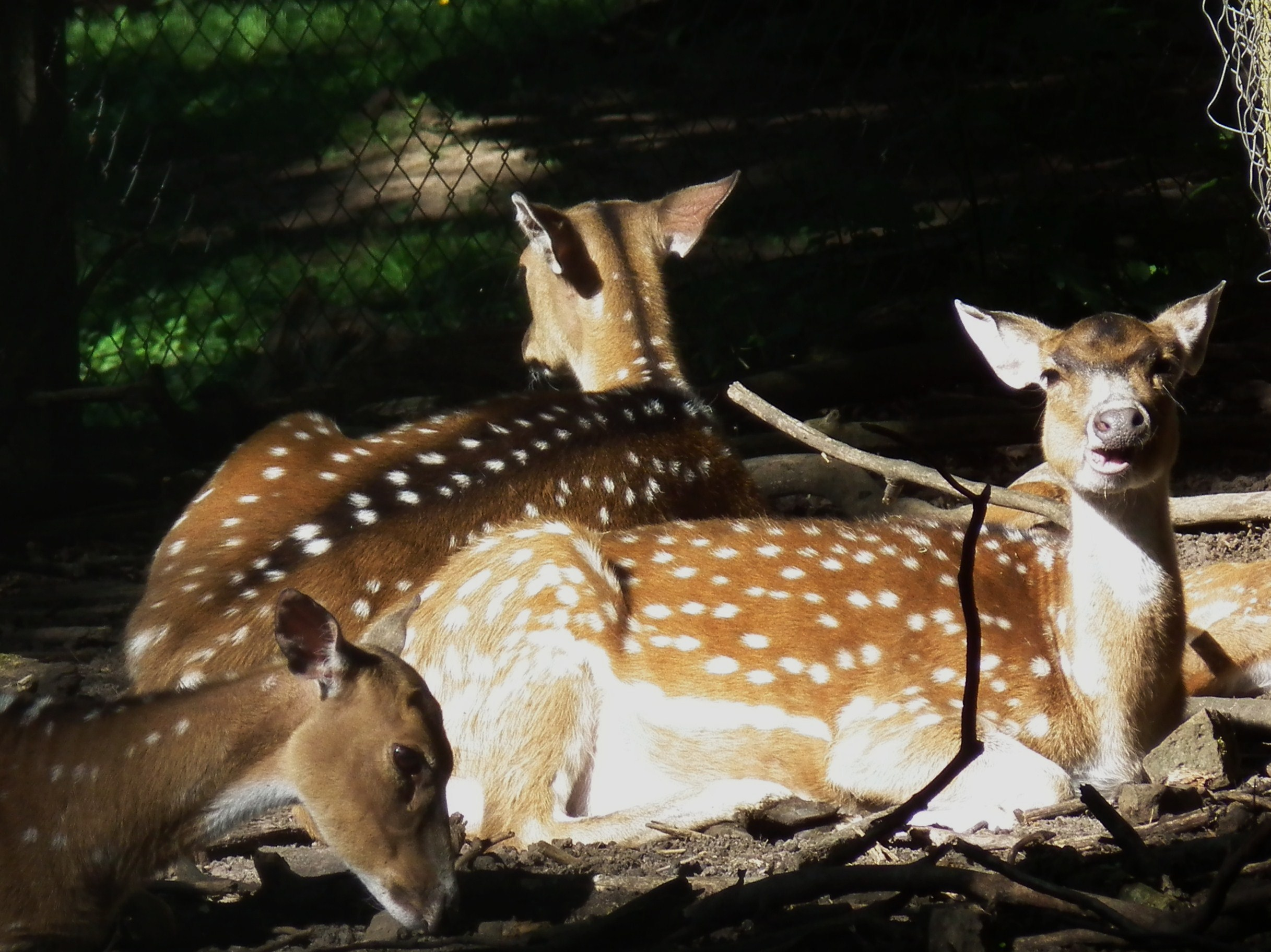
Axishirsche im Wildpark

Der Wildpark ist ganzjährig von 7 bis 20 Uhr geöffnet. Der Kinderbauernhof, der Streichelzoo und die im Juli 2019 eröffnete Waldrappvoliere sind im Sommer bis 17 Uhr (bei Regenwetter bis 16 Uhr), im Winter bis 16 Uhr begehbar.
Der Eintritt in den Wildpark Pforzheim ist kostenlos. Es ist lediglich eine Parkgebühr zu entrichten. Eine Anreise per Bus ist mit der Buslinie 5 Seehaus Haltestelle Hochschule/Wildpark möglich. Hunde dürfen, wenn sie an der Leine geführt werden, mit in den Wildpark. Grillen ist im Wildpark nicht erlaubt.
Es gibt zwei Schaufütterungen im Wildpark Pforzheim: Die Fischotter werden samstags, sonn- und feiertags um 10 Uhr und um 15 Uhr gefüttert. Die Schaufütterung der Luchse findet samstags, sonn- und feiertags um 14 Uhr statt.

## Junior-Ranger
Im Wildpark werden seit 2004 Junior-Ranger ausgebildet. Sie informieren Besucher über die Futterregeln und helfen, wenn sich jemand verlaufen hat. Sie sorgen auch für Sauberkeit, führen oder begleiten Kindergeburtstage und sind mit Tierpflegern zum Füttern oder Misten in den Gehegen unterwegs. Die einwöchige Ausbildung findet zu Beginn und am Ende der Sommerferien statt. Im Sommer 2019 wurde die tausendste Junior-Rangerin im Wildpark ausgebildet.

## Förderverein
Die Arbeit im Wildpark wird durch den Förderverein Wildpark Pforzheim e. V. unterstützt. Der Förderverein wurde 2006 gegründet. Ziel des Fördervereins ist es, dazu beizutragen, dass Natur und Kultur in der Region auch für kommende Generationen erhalten bleiben. Der Förderverein trägt entscheidend dazu bei, Großprojekte wie das Fischotter-Gehege und die neue Voliere für Waldrapp und Uhu zu finanzieren. Initiator war Ewald-Steinle, der Jahrzehntelang Vorstand des Förderkreises Wildpark Pforzheim war. Vereinsvorsitzende des daraus entstandenen Fördervereins war bis 2015 Christine Stavenhagen, die 2015 verstarb. Seit 2016 ist Jan Lauer Vorsitzender.